# Larry Gaaga
Larry Ndianefo, művésznevén Larry Gaaga (? –) nigériai előadóművész, a Def Jam Africa lemezkiadó-vezetője. Ismertségét a Gaaga Shuffle című dal sikerének köszönheti, amelyet Innocent „2Baba” Idibiával közösen adott elő.

## Korai pályafutása
Larry Gaaga 2012-ben kezdte szórakoztatóipari karrierjét, amikor a YSG Entertainment általános igazgatója lett, és a rapper Vector pályafutását menedzselte. Ugyanebben az évben közreműködött Vector egyik dalán, a Get Downon, 2Baba társaságában. Még ebben az évben jelölték a Nigerian Entertainment Awards díjátadón „Az év embere a szórakoztatóiparban” díjra.

## AGaga Shuffle
2017-ben 2Baba kiadta a Gaga Shuffle című közös dalt Larry Gaagával. A szám Larry Gaaga egyik jellegzetes táncmozdulatáról kapta a nevét. A dal producere, Dapiano elmondása szerint az alkotás teljesen spontán történt, a két előadó a stúdióban hallotta meg a zenei alapot, és körülbelül 30 perc alatt rögzítették a felvételt. A dal sikere ösztönözte Gaagát, hogy komolyabban folytassa zenei és előadói karrierjét.